# Gal Gadot
Gal Gadot-Varsano (pronunție în ebraică [ˈɡal ɡaˈdot]; ebraică גל גדות; n. 30 aprilie 1985, Petah Tikva, Israel) este o  actriță de cinema și model israelian.
Gadot este în primul rând cunoscută pentru rolul ei ca Wonder Woman (Femeia Fantastică) în DC Extended Universe, începând cu Batman v Superman: Dawn of Justice (2016), continuând în Wonder Woman (2017), și în Justice League. Ea este imaginea parfumului Gucci, modelul Bambus.

## Primii ani
Gal Gadot s-a născut la Petah Tikva și a crescut în cartierul Givat Tal din Rosh HaAyin, Israel. În ebraică, numele ei înseamnă "val" și prenumele ei înseamnă "malurile". Ea este fiica lui Irit (născută Weiss), o profesoară, și Michael Gadot, un inginer. Ambii părinți s-au născut în Israel și și-au hebraizat numele de la "Ziua". Bunicii materni au fost supraviețuitori ai Holocaustului.  Se trage din evrei originari din Polonia, Austria, Germania și Cehia. Profilul ei în liceu a fost biologia. Ea spune că în liceu a fost un succes la baschet datorită înălțimii ei. După liceu, Gadot a început să studieze de două ori dreptul, la facultatea de Drept Radzyner de la IDC Herzliya.

### Serviciul militar
La vârsta de 20 de ani, Gadot a servit timp de doi ani ca soldat în Armata de Apărare a Israelului, fiind instructor de luptă. ea spune despre timpul ei ca soldat: "dai doi sau trei ani și nu e vorba de tine. Înveți disciplina și respectul". Gadot spune că trecutul ei a ajutat-o să câștige rolul lui Gisele în Fast & Furious: "cred că principalul motiv a fost că directorului Justin Lin i-a plăcut că am fost în armată și a vrut să-mi folosesc cunoștințele de arme."

## Cariera

### Modeling

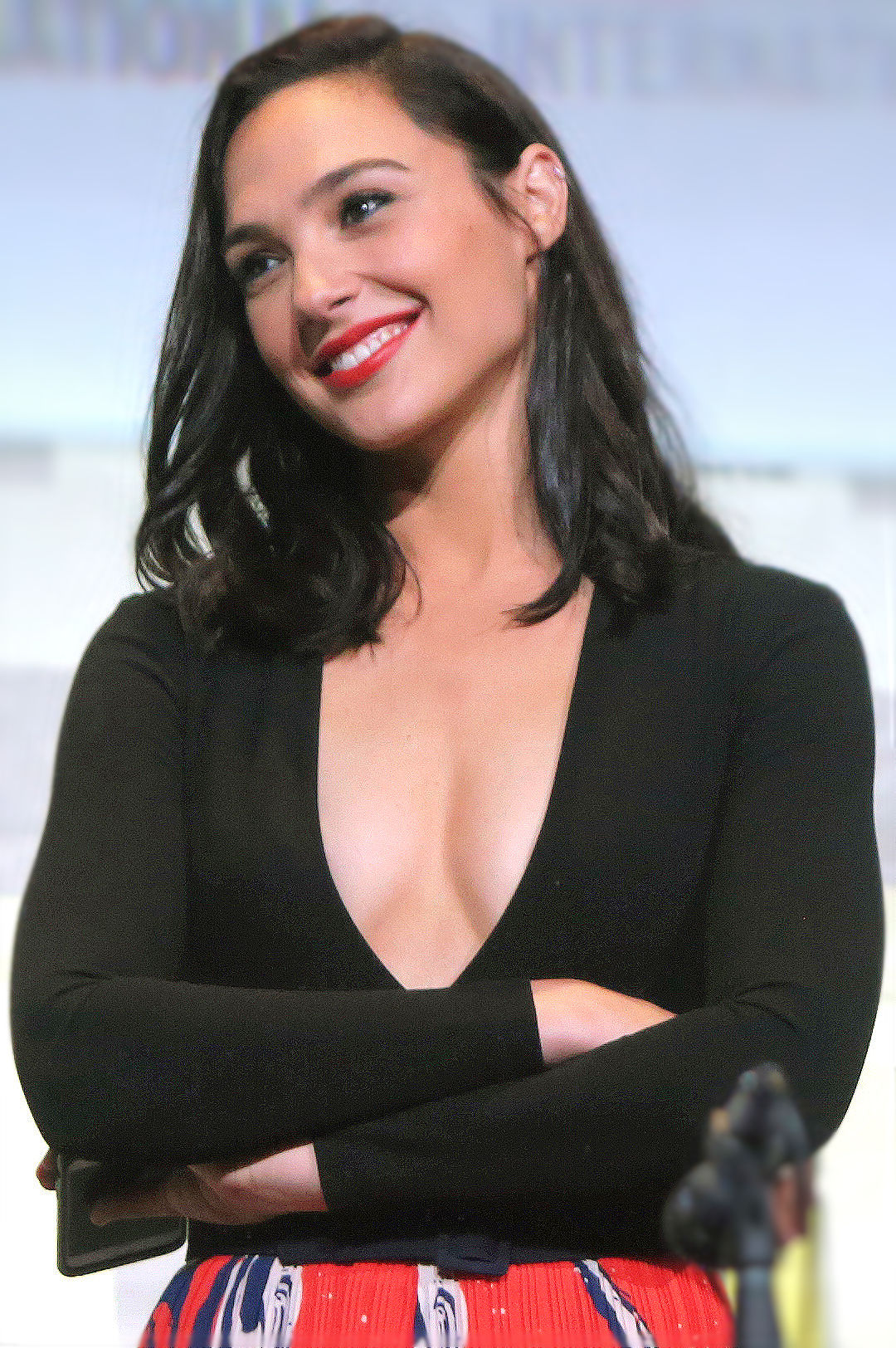
Gadot în 2016 San Diego Comic-Con panou pentru Justice League

Gadot a condus campanii internaționale ca model pentru Miss Sixty, Huawei , Captain Morgan rom, Gucci parfumuri și Vine Vera îngrijire a pielii , și Jaguar Cars. Ea este fața parfumului Gucci Bamboo. Ea a apărut ca covergirl pe Cosmopolitan, Glamour, Bride Magazine, Entertainment Weekly, UMM, Cleo, Fashion, Lucire, FHM. Gadot a fost principalul model pentru brandul de modă Castro în 2008-2016. În 2013, salariul ei anual  a fost estimat la NIS 2.4 milioane de euro, care a fost înaintea multor alte modele israeliene precum Esti Ginzburg și Shlomit Malka, deși în mod semnificativ în spatele lui Bar Refaeli.
La vârsta de 19 Gadot a câștigat concursul de frumusețe Miss Israel 2004  și apoi a concurat la Miss Universe 2004  în Ecuador. Ea și-a efectuat timp de doi ani serviciul militar, apoi a studiat dreptul. Atunci când a terminat primul an de școală, un director de casting a chemat-o la o audiție pentru rolul de Bond girl Camille Montes din filmul Quantum of Solace. Deși nu a primit rolul, același director de casting a angajat-o mai târziu pentru rolul lui Gisele în Fast & Furious. Gadot și-a efectuat propriile cascadorii în filmele Fast & Furious.
În 2007, la 21 de ani Gadot a fost în ședința foto Maxim, "Femei din Armata Israeliană", apărând după aceea pe coperta New York Post. În aprilie 2012, Shalom Life a clasat-o pe locul 5 pe lista cu "cele mai talentate, inteligente, amuzante și superbe 50 de femei evreice din lume", după modelul Bar Refaeli și actrița Eva Green. În 2014, Gadot a fost una din cele două actrițe israeliene, împreună cu Odeya Rush, listată ca o viitoare doamnă de conducere de revista InStyle.

### Actorie

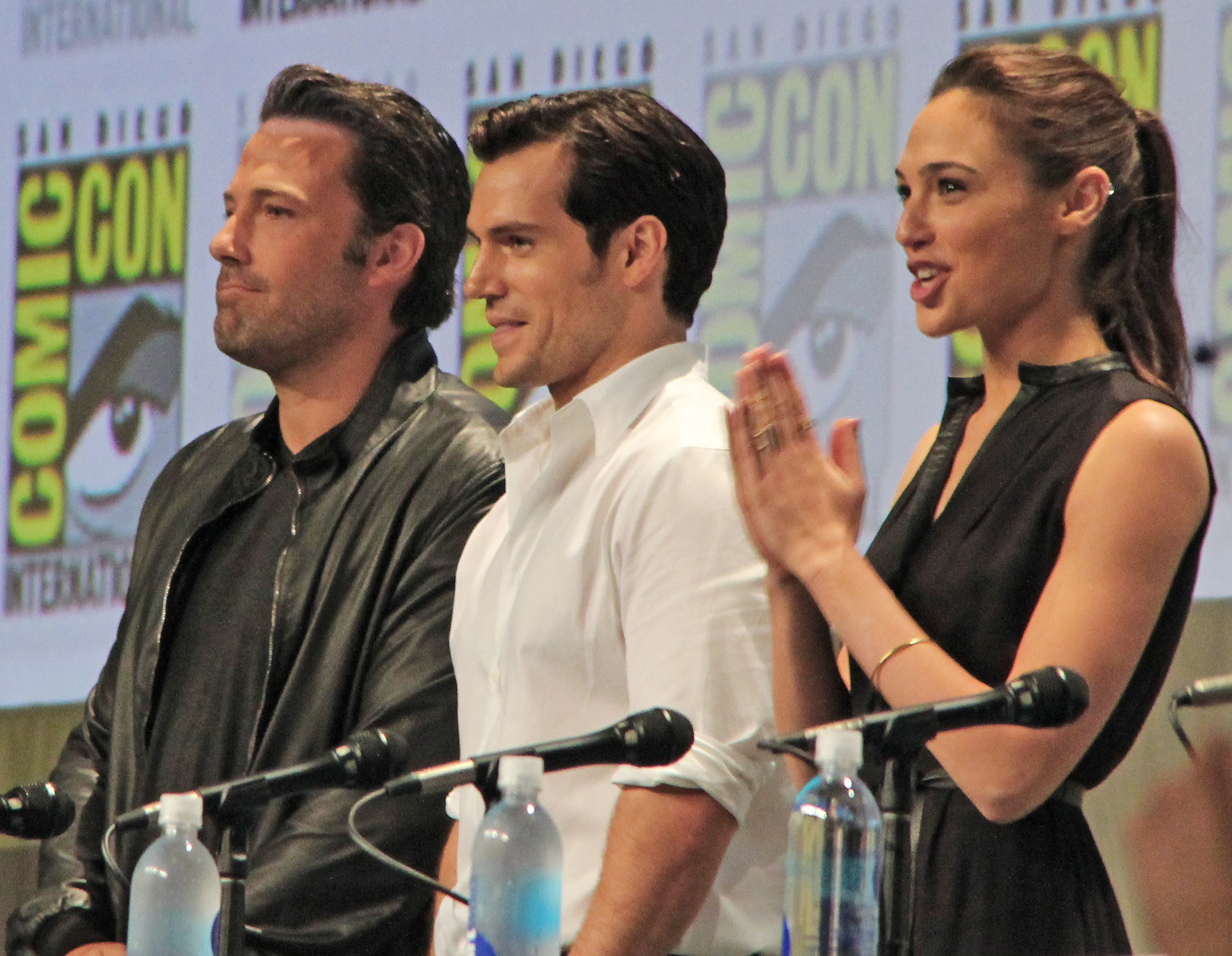
Ben Affleck, Henry Cavill, și Gal Gadot în 2014, în San Diego Comic-Con panou pentru Batman v Superman: Dawn of Justice

În 2008, Gadot a jucat în drama israeliană Bubot. Ea a apărut ca Gisele Yashar în Fast & Furious, cel de-al patrulea film din Fast & Furious franciza, după ce a câștigat rolul în fața altor șase actrițe. În 2010, ea a avut roluri mici în filmul de comedie-acțiune Data de Noapte și în filmul de aventură Cavaler și Zi. 2011 a adus-o înapoi la franciza Fast & Furious , reluând-și rolul ei ca Gisele în Fast Five. În 2013, Gadot jucat-o din nou pe Gisele în Fast & Furious 6.
Gadot jucat-o pe Wonder Woman în filmul Batman v Superman: Dawn of Justice (2016). Gadot a primit lecții de mânuirea sabiei, Kung Fu kickboxing, capoeira și jiu-jitsu Brazilian pentru rol. Performanța lui Gadot ca  super-erou a fost numită ca fiind una dintre cele mai bune părți ale filmului.
De asemenea, în 2016, a avut un mic rol în filmul lui John Hillcoat ,thrillerul Triple 9, unde a jucat alături de Kate Winslet și Aaron Paul. Mai târziu în același an, ea a jucat în thrillerul Criminal, ca soție a personajului lui Ryan Reynolds, , alături de Kevin Costner, Gary Oldman și Tommy Lee Jones. Ultimul ei film din 2016 a fost comedia Ține Pasul cu Jones, în care a jucat rolul unui agent secret, alături de Isla Fisher și Jon Hamm.
În 2017, Gadot a jucat într-un film solo pentru personajul ei, Femeia Minune. Ea și-a reluat rolul din nou în ansamblul Justice League , film lansat în 17 noiembrie 2017, care ar fi a treia sa apariție în DC Extended Universe.
În 2020, Forbes a clasat pe Gadot drept a treia cea mai bine plătită actriță din lume, cu câștiguri anuale de 31,5 milioane de dolari. Pe 11 octombrie 2020, s-a confirmat că Gadot se va reuni cu regizoarea Wonder Woman, Patty Jenkins, la Cleopatra, un film epic centrat pe Cleopatra produs de Paramount Pictures. Mai târziu, Jenkins s-a mutat să producă proiectul, iar Kari Skogland va fi regizată. În decembrie, Gadot a fost distribuită în thrillerul de spionaj Heart of Stone.

## Viața personală
Gadot s-a căsătorit cu Yaron Varsano 
pe 28 septembrie 2008. Împreună au trei fiice, născute în 2011, 2017 și 2021.

## Filmografie

### Film
| An   | Titlu                              | Rolul                     | Note                                   |
| ---- | ---------------------------------- | ------------------------- | -------------------------------------- |
| 2009 | Fast & Furious                     | Gisele Yashar             |                                        |
| 2010 | Date Night                         | Natanya                   |                                        |
| 2010 | Knight and Day                     | Naomi                     |                                        |
| 2011 | Fast Five                          | Gisele Yashar             |                                        |
| 2013 | Fast & Furious 6                   | Gisele Yashar             |                                        |
| 2014 | Kicking Out Shoshana               | Mirit Ben Harush          | Film israelian                         |
| 2015 | Furious 7                          | Gisele Yashar             | Creditat și apare într-o scenă ștearsă |
| 2016 | Triple 9                           | Elena Vlaslov             |                                        |
| 2016 | Batman v Superman: Dawn of Justice | Wonder Woman/Diana Prince |                                        |
| 2016 | Criminal                           | Jill Pope                 |                                        |
| 2016 | A ține Pasul cu Jones              | Natalie Jones             |                                        |
| 2017 | Wonder Woman                       | Wonder Woman/Diana Prince |                                        |
| 2017 | Justice League                     | Wonder Woman/Diana Prince |                                        |
| 2020 | Wonder Woman 1984                  | Wonder Woman/Diana Prince |                                        |
| 2022 | Moarte pe Nil                      | Linnet Ridgeway           |                                        |

### Televiziune
| An   | Titlu          | Rolul                  | Note                        |
| ---- | -------------- | ---------------------- | --------------------------- |
| 2007 | Bubot          | Miriam "Vesel" Elkayam | Serie israeliana            |
| 2009 | Anturajul      | Lisa                   | Episod: "Între Prieteni"    |
| 2009 | Viața Frumoasă | Olivia                 | 3 episoade                  |
| 2011 | Asfur          | Kika                   | Serie israeliana: Sezonul 2 |
| 2012 | Kathmandu      | Yamit Bareli           | Serie israeliana            |

### Concursuri
| An   | Titlu              | Starea       | Note        |
| ---- | ------------------ | ------------ | ----------- |
| 2004 | Miss Israel 2004   | Câștigătoare | N/A         |
| 2004 | Miss Universe 2004 | Miss Israel  | Participant |

## Premii și nominalizări
| An   | Nominalizat de muncă                              | Premiul                                                | Categorie                                    | Rezultatul   | Ref.   |
| ---- | ------------------------------------------------- | ------------------------------------------------------ | -------------------------------------------- | ------------ | ------ |
| 2016 | Batman v Superman: Dawn of Justice                | Teen Choice Awards                                     | Choice Movie: Breakout Star                  | Nominalizare |        |
| 2016 | Batman v Superman: Dawn of Justice                | Teen Choice Awards                                     | Choice Movie: Scene Stealer                  | Nominalizare |        |
| 2016 | Fast & Furious, Batman v Superman și Wonder Woman | Chinese American Film Festival Most Popular US Actress | Most Popular US Actress in China             | Câștigat     | [ 53 ] |
| 2016 | Batman v Superman: Dawn of Justice                | Critics' Choice Awards                                 | Cea mai bună Actriță într-un Film de Acțiune | Nominalizare | [ 54 ] |
| 2016 | Batman v Superman: Dawn of Justice                | Women Film Critics Circle Awards                       | Cel Mai Bun Erou De Acțiune De Sex Feminin   | Nominalizare | [ 55 ] |